# 彭繼業
彭繼業（1517年—？），字大芳，山東萊州府膠州守禦千戶所軍籍江西龍泉縣人，明朝政治人物。

## 生平
山東鄉試第七十名舉人。嘉靖二十九年（1550年）中式庚戌科會試第九十七名，三甲第一百七十三名進士。授中书舍人，三十七年九月选授陕西道試監察御史，三十八年四月實授，出为南阳府知府，官至苑马寺卿。

## 家族
曾祖彭源，贈南京刑部主事；祖父彭瓚，南京刑部主事；父彭鶴齡，訓導。母紀氏。慈侍下。兄彭继祖（後恢復姓袁，名袁继祖），嘉靖二十五年丙午科举，贡士。孫袁胤隆，崇祯十年丁丑進士。